# Iso Lahnajärvi
Iso Lahnajärvi eller Lahnajärvi är en sjö i Finland. Den ligger i kommunen Kouvola i landskapet Kymmenedalen, i den södra delen av landet, 150 km nordost om huvudstaden Helsingfors. Iso Lahnajärvi ligger 84,2 meter över havet. I omgivningarna runt Iso Lahnajärvi växer i huvudsak blandskog. Arean är 98,9 hektar och strandlinjen är 7,99 kilometer lång. Sjön  ingår i Kymmene älvs huvudavrinningsområde. 